# Józef Ignacy Kraszewski
Jòzef Ignacy Kraszewski (Varsavia, 28 luglio 1812 – Ginevra, 19 marzo 1887) è stato uno scrittore polacco.

## Biografia

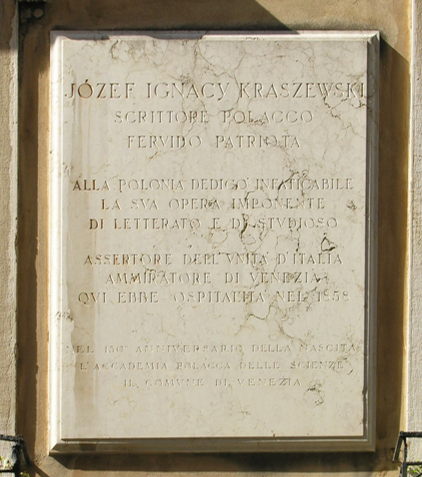
Venezia, Calle larga de l'Ascension

Figlio di un avvocato molto legato agli ambienti aristocratici, ebbe modo di conseguire la laurea in filosofia all'Università di Cracovia, e fece studi di letteratura e di storia all'Università di Vilnius, e nel 1831 partecipò all'insurrezione polacca sostenendo il principe Czartorisky e i liberali. Terminata la rivolta, fu esiliato in Germania e nel 1848 prese parte alle rivoluzioni combattendo al fianco degli insorti in Baden. Esiliato dalla Germania, fuggì in Svizzera a Ginevra, dove morì nel 1887.
Autore di poesie, commedie, studi storici, critici e politici e di più di duecento romanzi che rivelano l'influsso di Scott, Hoffmann, Stendhal e Balzac. Molti di essi sono dedicati ad una realistica descrizione della vita dei contadini.
È stato seppellito nella cripta della chiesa di San Michele Arcangelo e San Stanislao (Skałka) di Cracovia, dove oggi riposa con altri grandi intellettuali polacchi suoi contemporanei e non: il Premio Nobel per la Letteratura Czesław Miłosz, Ludwik Solski, Stanisław Wyspiański e Lucjan Siemieński.